# Songbird (álbum de Willie Nelson)
Songbird es el quincuagesimonoveno álbum de estudio del músico estadounidense Willie Nelson publicado por la compañía discográfica Lost Highway Records el 31 de octubre de 2006. Songbird incluyó en su mayoría versiones de canciones de otros artistas junto a dos nuevas composiciones, la canción de Nelson "Back to Earth" y la de Adams "Blue Hotel". "Rainy Day Blues", "We Don't Run" y "Sad Songs and Waltzers" son temas originales de Nelson regrabados para Songbird. Fue producido por el músico Ryan Adams e interpretado por su banda, The Cardinals. Songbird alcanzó el puesto 87 en la lista estadounidense Billboard 200.

## Lista de canciones
1. "Rainy Day Blues" (Willie Nelson) – 5:32
2. "Songbird" (Christine McVie) – 2:40
3. "Blue Hotel" (Ryan Adams) – 3:30
4. "Back to Earth" (Willie Nelson) – 2:59
5. "Stella Blue" (Robert Hunter, Jerry Garcia) – 6:23
6. "Hallelujah" (Leonard Cohen) – 4:53
7. "$1000 Wedding" (Gram Parsons) – 3:05
8. "We Don't Run" (Willie Nelson) – 4:19
9. "Yours Love" (Harlan Howard) – 3:03
10. "Sad Songs and Waltzes" (Willie Nelson) – 3:17
11. "Amazing Grace" (Tradicional) – 4:49

## Personal
- Willie Nelson- voz y guitarra acústica
- Ryan Adams- guitarra acústica, guitarra eléctrica y bajo
- Jon Graboff- pedal steel
- Brad Pemberton- batería
- Neal Casal- piano, guitarra
- Catherine Popper- bajo
- Mickey Raphael- armónica
- Glenn Patscha- órgano Hammond
- Tiffany Anderson, Karen Bernod, Darius Booker, Melonie Daniels, Felicia Graham, Tiffany Palmer, Carlos Ricketts, Horace V. Rogers: coros

## Posición en listas
| País           | Lista              | Posición |
| -------------- | ------------------ | -------- |
| Estados Unidos | Top Country Albums | 19       |
| Estados Unidos | Billboard 200      | 87       |